# Jean-Marie Cavada
Jean-Marie Cavada este un om politic francez, membru al Parlamentului European în perioada 2004-2009 din partea Franței. Jean-Marie Cavada este cunoscut ca adversar al politicii federației ruse, dar și ca unul dintre cei mai activi parlamentari europeni care vor să desființeze libertatea de panoramă la nivel european.
1. ↑  Autoritatea BnF, accesat în 10 octombrie 2015
2. 1 2  Deputații în Parlamentul European